# Người tình của chồng tôi (phim truyền hình Hàn Quốc)
Người tình của chồng tôi (tiếng Hàn: 내 남자의 여자; Romaja: Nae Namjaui Yeoja; lit. "My Husband's Woman (My Man's Woman)") là một bộ phim truyền hình Hàn Quốc 2007 với sự tham gia của diễn viên Kim Hee-ae, Bae Jong-ok, và Kim Sang-joong. Phim chiếu trên SBS từ 2 tháng 4 đến 19 tháng 6 năm 2007 vào mỗi thứ 2 & 3 lúc 21:55 gồm 24 tập.

## Phân vai

### Nhân vật chính
- Kim Hee-ae vai Lee Hwa-young
- Bae Jong-ok vai Kim Ji-soo
- Kim Sang-joong vai Hong Joon-pyo
- Lee Jong-won vai Seok Joon

### Nhân vật phụ
- Ha Yoo-mi vai Kim Eun-soo
- Kim Byung-se vai Heo Dal-sam
- Song Yi-woo vai Heo Jin-joo
- Jang Ki-bum vai Heo Joon-goo
- Song Jae-ho vai Kim Yong-deok, ba Ji-soo
- Nam Seung-min vai Kim Kyung-soo
- Oh Se-jung vai Boo Yong-hwa, vợ Kyung-soo
- Seo Woo-rim vai Ms. Hwang, mẹ Joon-pyo

## Rating
| Ngày       | Tập        | Toàn quốc | Seoul     |
| ---------- | ---------- | --------- | --------- |
| 2-4-2007   | 1          | 11.2 (14) | 11.8 (14) |
| 3-4-2007   | 2          | 13.1 (12) | 14.2 (10) |
| 9-4-2007   | 3          | 12.8 (9)  | 14.1 (9)  |
| 10-4-2007  | 4          | 15.8 (8)  | 17.1 (6)  |
| 16-4-2007  | 5          | 17.5 (6)  | 18.7 (4)  |
| 17-4-2007  | 6          | 20.0 (4)  | 21.6 (3)  |
| 23-4-2007  | 7          | 18.9 (4)  | 20.0 (4)  |
| 24-4-2007  | 8          | 21.5 (2)  | 23.0 (2)  |
| 30-4-2007  | 9          | 21.0 (2)  | 22.9 (2)  |
| 1-5-2007   | 10         | 22.2 (2)  | 24.3 (2)  |
| 7-5-2007   | 11         | 19.4 (2)  | 21.0 (2)  |
| 8-5_2007   | 12         | 22.1 (2)  | 24.4 (2)  |
| 14-5-2007  | 13         | 23.7 (2)  | 25.3 (2)  |
| 15-5-2007  | 14         | 27.2 (2)  | 29.3 (1)  |
| 21-5-2007  | 15         | 25.2 (2)  | 27.0 (2)  |
| 22-5-2007  | 16         | 25.9 (2)  | 28.1 (1)  |
| 28-5-2007  | 17         | 29.3 (1)  | 32.8 (1)  |
| 29-5-2007  | 18         | 31.6 (1)  | 35.4 (1)  |
| 4-6-2007   | 19         | 32.4 (1)  | 34.9 (1)  |
| 5-6-2007   | 20         | 32.3 (1)  | 33.5 (1)  |
| 11-6-2007  | 21         | 33.4 (1)  | 36.6 (1)  |
| 12-6-2007  | 22         | 35.1 (1)  | 37.5 (1)  |
| 18-6-2007  | 23         | 33.7 (1)  | 36.0 (1)  |
| 19-6_2007  | 24         | 38.7 (1)  | 40.3 (1)  |
| Trung bình | Trung bình | 24.3%     | 26.2%     |

## Giải thưởng và đề cử
| Năm  | Giải                                       | Thể loại                                           | Người nhận         | Kết quả   |
| ---- | ------------------------------------------ | -------------------------------------------------- | ------------------ | --------- |
| 2007 | Giải thưởng phim truyền hình SBS           | Giải thưởng l (Daesang)                            | Kim Hee-ae         | Đoạt giải |
| 2007 | Giải thưởng phim truyền hình SBS           | Diễn xuất xuất sắc, nữ diễn viên                   | Bae Jong-ok        | Đề cử     |
| 2007 | Giải thưởng phim truyền hình SBS           | Diễn xuất xuất sắc, nữ diễn viên                   | Kim Hee-ae         | Đề cử     |
| 2007 | Giải thưởng phim truyền hình SBS           | Diễn xuất xuất sắc, nam diễn viên trong miniseries | Kim Sang-joong     | Đoạt giải |
| 2007 | Giải thưởng phim truyền hình SBS           | Nữ diễn viên phụ xuất sắc trong miniseries         | Ha Yoo-mi          | Đề cử     |
| 2007 | Giải thưởng phim truyền hình SBS           | Giải thưởng của nhà sản xuất                       | Bae Jong-ok        | Đoạt giải |
| 2007 | Giải thưởng phim truyền hình SBS           | Top 10 Ngôi sao                                    | Kim Hee-ae         | Đoạt giải |
| 2008 | Giải thưởng nghệ thuật Baeksang lần thứ 44 | Phim truyền hình hay nhất                          | My Husband's Woman | Đề cử     |
| 2008 | Giải thưởng nghệ thuật Baeksang lần thứ 44 | Nữ diễn viên chính xuất sắc (TV)                   | Kim Hee-ae         | Đề cử     |
| 2008 | Giải thưởng nghệ thuật Baeksang lần thứ 44 | Kịch bản xuất sắc (TV)                             | Kim Soo-hyun       | Đề cử     |